# La leggenda del vento
La leggenda del vento (The Dark Tower: The Wind Through the Keyhole) è un romanzo fantasy della serie La Torre Nera scritto da Stephen King e pubblicato il 21 febbraio 2012. Come tale, ne costituisce l'ottavo episodio ma, secondo l'autore, si colloca cronologicamente tra il vol. IV e il V.
Menzionato per la prima volta da King nel 2009, smentendo quindi il fatto che la serie si fosse conclusa col settimo volume nel 2004, l'autore ne aveva confermato la pubblicazione dandone notizia sul suo sito ufficiale internet il 10 marzo 2011.

## Trama
Quando Roland Deschain, in viaggio con i suoi amici, grazie a un vecchio scopre l'arrivo dello starkblast, una tempesta di incredibile potenza capace di congelare qualsiasi cosa al suo tocco e uccidendola, la compagnia trova rifugio in un villaggio abbandonato. Per combattere la paura e la noia, Roland racconta due storie, una racchiusa nell'altra, come matriosche. Tutte e due le storie riguardano l'infanzia di Roland. La prima narra di quando un tempo, il padre lo mandò al confine del territorio a combattere lo skin-man, la seconda, racchiusa nella prima storia, è una favola che Gabrielle Deschain, raccontava al figlio Roland quand'era bambino, solo che questa volta era Roland stesso a narrarla.

## Informazioni sull'edizione statunitense
Come i precedenti, anche questo ottavo volume conterrà una serie di illustrazioni, create dall'artista
Jae Lee, che ha anche prodotto l'adattamento grafico di tutta la storia per la Marvel Comics. Come è successo per i primi tre volumi, l'editore Grant pubblicherà un'edizione limitata e numerata anche per questo episodio, che poi verrà seguita dall'edizione mass market per i tipi di Scribner in data 24 aprile 2012. L'edizione numerata Grant sarà disponibile in due varianti: un'edizione deluxe in cofanetto, firmata dal Stephen King e limitata a sole 800 copie, e un'edizione artistica in custodia, firmata da Jae Lee limitata a 5000 copie.

## Edizioni
- Stephen King, La leggenda del vento, traduzione di Tullio Dobner, Sperling & Kupfer, 2012,  p. 374, ISBN 978-88-200-5325-3.
- Stephen King, La leggenda del vento, traduzione di Tullio Dobner, Sperling & Kupfer, 2015,  p. 375, ISBN 978-88-6836-268-3.
- Stephen King, La leggenda del vento, traduzione di Tullio Dobner, Sperling & Kupfer, 2017,  p. 374, ISBN 9788868363703.